# Planá (powiat Czeskie Budziejowice)
Planá – wieś i gmina w Czechach, w powiecie Český Krumlov, w kraju południowoczeskim. Według danych z dnia 1 stycznia 2013 liczyła 278 mieszkańców.